# シャーディー
シャーディー (Shaadi) は、アメリカ合衆国で生産された競走馬、種牡馬である。

## 生涯
イギリスで競走生活を送り、短距離路線で活躍。デビューから3連勝で重賞のクレイヴァンステークスを優勝した。G1の2000ギニーでは11着と大敗したものの、同じくG1のアイリッシュ2000ギニー、セントジェームズパレスステークスを優勝。欧州における3歳マイル路線の頂点に立った。その後は2戦したが勝利を挙げることができず、3歳秋の競走を最後に引退した。
競走馬引退後1990年からアイルランドで種牡馬となり、3シーズン供用されたあと日本へ輸出され日本軽種馬協会の種馬場で繋養された。2008年に青森県にある同協会の七戸種馬場で死亡した。

## 主な産駒
- ゴールドヘッド（羽田盃、大井記念、グランドチャンピオン2000、マイルグランプリ、アフター5スター賞）
- タカラシャーディー（毎日杯）
- チェックメイト（ダービー卿チャレンジトロフィー、東京新聞杯）
- イッコーオー（ゴールド争覇、名港盃、サマーカップ、スプリンター争覇）
- トゥインチアズ（もみじステークス、百万石賞、MRO金賞、スプリングカップ、JTB賞）
- ラヴミードゥ（高崎オークス、天馬杯）
- リバーシャディ（黒潮乙女賞2回）
- アイムクイーン（サラ・プリンセス特別、新春ペガサスカップ、新緑賞）
- シャディハンター（太平記特別、白百合特別、もみじ特別）
- レディバイキング（プリンセスカップ）

## ブルードメアサイアーとしての主な産駒
- ムーンバラッド（ドバイワールドカップ）
- ターフローズ（リディアテシオ賞）
- ボク（北海優駿、王冠賞、マイルグランプリ）
- ミチノクレット（白菊賞）

## 血統表
| シャーディーの血統             | シャーディーの血統                       | シャーディーの血統 | （血統表の出典）  | （血統表の出典） |
| 父系                           | ダンジグ系                               | ダンジグ系         | ダンジグ系        |                  |
| 父 Danzig 1977 黒鹿毛 アメリカ | 父の父Northern Dancer 1961 鹿毛 カナダ   | Nearctic           | Nearco            | Nearco           |
| 父 Danzig 1977 黒鹿毛 アメリカ | 父の父Northern Dancer 1961 鹿毛 カナダ   | Nearctic           | Lady Angela       |                  |
| 父 Danzig 1977 黒鹿毛 アメリカ | 父の父Northern Dancer 1961 鹿毛 カナダ   | Natalma            | Native Dancer     | Native Dancer    |
| 父 Danzig 1977 黒鹿毛 アメリカ | 父の父Northern Dancer 1961 鹿毛 カナダ   | Natalma            | Almahmoud         |                  |
| 父 Danzig 1977 黒鹿毛 アメリカ | 父の母Pas de Nom 1968 黒鹿毛 アメリカ    | Admirals Voyage    | Crafty Admiral    | Crafty Admiral   |
| 父 Danzig 1977 黒鹿毛 アメリカ | 父の母Pas de Nom 1968 黒鹿毛 アメリカ    | Admirals Voyage    | Olympia Lou       |                  |
| 父 Danzig 1977 黒鹿毛 アメリカ | 父の母Pas de Nom 1968 黒鹿毛 アメリカ    | Petitioner         | Petition          | Petition         |
| 父 Danzig 1977 黒鹿毛 アメリカ | 父の母Pas de Nom 1968 黒鹿毛 アメリカ    | Petitioner         | Steady Aim        |                  |
| 母 Unfurled 1974 鹿毛 アメリカ | 母の父Hoist the Flag 1968 鹿毛 アメリカ  | Tom Rolfe          | Ribot             | Ribot            |
| 母 Unfurled 1974 鹿毛 アメリカ | 母の父Hoist the Flag 1968 鹿毛 アメリカ  | Tom Rolfe          | Pocahontas II     |                  |
| 母 Unfurled 1974 鹿毛 アメリカ | 母の父Hoist the Flag 1968 鹿毛 アメリカ  | Wavy Navy          | War Admiral       | War Admiral      |
| 母 Unfurled 1974 鹿毛 アメリカ | 母の父Hoist the Flag 1968 鹿毛 アメリカ  | Wavy Navy          | Triomphe          |                  |
| 母 Unfurled 1974 鹿毛 アメリカ | 母の母Lemon Souffle 1958 青鹿毛 アメリカ | Johns Joy          | Bull Dog          | Bull Dog         |
| 母 Unfurled 1974 鹿毛 アメリカ | 母の母Lemon Souffle 1958 青鹿毛 アメリカ | Johns Joy          | My Auntie         |                  |
| 母 Unfurled 1974 鹿毛 アメリカ | 母の母Lemon Souffle 1958 青鹿毛 アメリカ | Miel               | Jamestown         | Jamestown        |
| 母 Unfurled 1974 鹿毛 アメリカ | 母の母Lemon Souffle 1958 青鹿毛 アメリカ | Miel               | Tedmelia          |                  |
| 母系(F-No.)                    | (FN:20-a)                                | (FN:20-a)          | (FN:20-a)         | [ § 2 ]          |
| 5代内の近親交配                | Teddy 5･5（母内）                        | Teddy 5･5（母内）  | Teddy 5･5（母内） | [ § 3 ]          |
| 出典                           | 1. 2. 3.                                 | 1. 2. 3.           | 1. 2. 3.          | 1. 2. 3.         |